# Josiah Willard Gibbs
Josiah Willard Gibbs (New Haven, 11 febbraio 1839 – New Haven, 28 aprile 1903) è stato un ingegnere, chimico, fisico e matematico statunitense.
Contribuì allo sviluppo dei fondamenti teorici della termodinamica e fu uno dei tanti fondatori dell'analisi vettoriale.

## Biografia
Figlio di un professore di letteratura sacra, appartenente ad una famiglia di emigranti inglesi, nel 1854 si iscrisse alla Yale University (dove poi, dal 1871, insegnò matematica).
Nel 1863 ottenne il primo dottorato in ingegneria. È da considerare tra i fondatori della moderna chimica fisica, le cui basi si possono riscontrare nella sua opera Sull'equilibrio delle sostanze eterogenee.
La variazione di energia libera di Gibbs ΔG permette di prevedere la spontaneità di una reazione chimica (o di una trasformazione di stato) ad una certa temperatura e pressione: per ΔG < 0 la reazione è spontanea e per ΔG > 0 la reazione avviene nel senso opposto, invece quando ΔG = 0 la reazione è all'equilibrio termodinamico.
Il suo nome è legato inoltre alla regola delle fasi ed a vari altri studi di meccanica statistica, termodinamica e termochimica. L'ultima sua opera fu Elementary principles in statistical mechanics.
Nel 1901 vinse la Copley Medal della Royal Society, che per quei tempi era il premio più prestigioso della comunità scientifica internazionale.

## Opere
- (EN) Thermodynamics, vol. 1, London, Green Longmans & Co., 1906.
- (EN) Dynamics, vector analysis and multiple algebra, electromagnetic theory of light, vol. 2, London, Green Longmans & Co., 1906.